# لاخيش
لاخيش مستوطنة صهيونية في شمال النقب وتأسست في عام 1955 على أنقاض قرية القبيبة الفلسطينية.